# شیب (مجارستان)
شِیِب (به مجاری:  Selyeb) یک شهرداری در مجارستان است که در بورشود-آبااوی-زمپلن واقع شده‌است. شلیب ۱۶٫۶۴ کیلومتر مربع مساحت و ۵۰۵ نفر جمعیت دارد.